# Dirkon

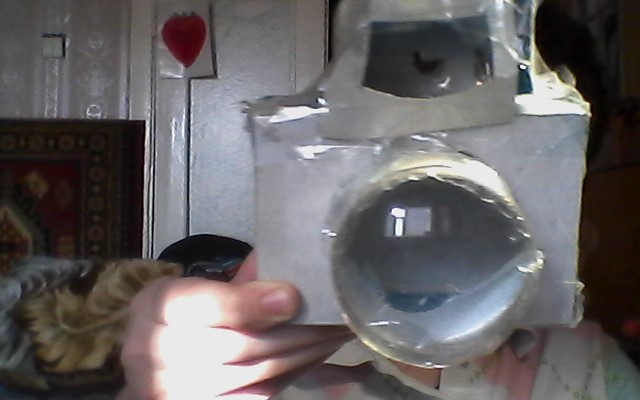
Аналогичная самодельная камера-обскура из чайной коробки

Dirkon (модель ABC) — самодельный бумажный простейший фотоаппарат, чертежи которого были опубликованы в журнале ABC mladých techniků a přírodovědců (Чехословакия) в 1979 году. Шаблон (выкройка) был создан Мартином Пилным, Миреком Коларом и Рихардом Вышковским.
Название произошло от сочетания чешского слова dírka (дырка) и названия известного японского производителя фотоаппаратов Nikon.

## Описание
- Самодельный малоформатный фотоаппарат рассчитан на 35-мм фотоплёнку, размер кадра 24×36 мм.
- Камера, изготовленная по оригинальным чертежам, внешне похожа на однообъективный зеркальный фотоаппарат. Выступ на верхней панели внешне похож на крышку пентапризмы. Имеется несколько ложных кнопок.
- По принципу действия самоделка является камерой-обскурой. Не имеет линз.
- Роль объектива в фотоаппарате выполняет бумажная деталь с отверстием. Камера относится к классу так называемых пинхолов (от англ. pinhole — булавочное отверстие).
- Видоискателя нет, есть только его имитация.
- Фотографический затвор центральный, простейшей конструкции. Взвод затвора отсутствует, достаточно нажать на спусковую кнопку и отпустить её (выдержка от руки). Спусковой рычаг расположен возле «объектива».
- При использовании фотоплёнки светочувствительностью 100 ед. ISO выдержка в солнечный день на улице составит примерно 1 секунду.

## Интересные факты
В. А. Головин в книге «Сто затей двух друзей. Приятели-изобретатели» 1966 года описал простейший самодельный фотоаппарат по аналогичной схеме стенопа из двух спичечных коробков и двух кассет с плёнкой.